# Kirchberg an der Murr
Kirchberg an der Murr là một thị xã ở huyện Rems-Murr thuộc bang Baden-Württemberg nước Đức. Đô thị này có diện tích 13,22 km², dân số thời điểm ngày 31 tháng 12 năm 2006 là 3668 người.